# Psednos mexicanus
Psednos mexicanus és una espècie de peix pertanyent a la família dels lipàrids.

## Descripció
- Fa 5,9 cm de llargària màxima.
- Nombre de vèrtebres: 44.[5]

## Hàbitat
És un peix marí i batidemersal que viu entre 0-1.000 m de fondària.

## Distribució geogràfica
Es troba al Pacífic oriental central: l'illa Guadalupe (Mèxic).

## Observacions
És inofensiu per als humans.